# Васюринское сельское поселение
Васюринское сельское поселение — муниципальное образование в Динском районе Краснодарского края России.
В рамках административно-территориального устройства Краснодарского края ему соответствует Васюринский сельский округ.
Административный центр — станица Васюринская.

## География
Площадь поселения — 152,4 км², расположено в южной части Динского района.

## Население
| 2010    | 2012    | 2013    | 2014    | 2015    | 2016    | 2017    |
| ------- | ------- | ------- | ------- | ------- | ------- | ------- |
| 13 569  | ↗13 694 | ↗13 821 | ↗13 985 | ↗14 157 | ↗14 252 | ↗14 416 |
| 2018    | 2019    | 2020    | 2021    | 2023    |         |         |
| ↗14 513 | ↗14 576 | ↘14 558 | ↗15 049 | ↘14 825 |         |         |

## Населённые пункты
В состав сельского поселения (сельского округа) входят 4 населённых пункта:
| № | Населённый пункт                                   | Тип населённого пункта | Население (чел.) |
| - | -------------------------------------------------- | ---------------------- | ---------------- |
| 1 | Васюринская                                        | станица                | ↗14 829          |
| 2 | Васюринская                                        | посёлок ж.д. ст.       | ↗124             |
| 3 | Редутский                                          | посёлок ж.д. разъезда  | ↗22              |
| 4 | Северо-Кавказской Зональной Опытной Станции ВНИИЛР | посёлок                | ↗84              |

## Местное самоуправление
Главы сельского поселения
- Дмитрий Александрович Позов
- с 2.04.2023 года — Ольга Алексеевна Чёрная[15]